# Planotetrastichus
Planotetrastichus is een geslacht van vliesvleugeligen uit de familie Eulophidae. De wetenschappelijke naam van dit geslacht is voor het eerst geldig gepubliceerd in 1996 door Yang.

## Soorten
Het geslacht Planotetrastichus is monotypisch en omvat slechts de volgende soort:
- Planotetrastichus scolyti Yang, 1996